# Ahmad al-Ghashmi
Ahmad bin Hussein al-Ghashmi (Distretto di Hamdan, 21 agosto 1935 – Sana'a, 24 giugno 1978) è stato un generale e politico yemenita, presidente della Repubblica Araba dello Yemen dal 1977 alla sua morte.

## Biografia
Entrò nell'esercito dopo la rivoluzione del 1962 e partecipò attivamente alla guerra civile tra le file dei repubblicani. Capo di stato maggiore e vicepresidente della Repubblica Araba dello Yemen (nota come Yemen del Nord) sotto il presidente Ibrahim al-Hamdi (1974-1977), divenne presidente l'11 ottobre 1977, dopo l'assassinio di quest'ultimo.
Durante il suo breve mandato, dovette fronteggiare le rivolte tribali nel nord del Paese, organizzate da gruppi che si definivano nasseristi e che si erano risentite per l'assassinio di Hamdi.
Fu assassinato a sua volta otto mesi dopo l'ascesa al potere durante un incontro con un emissario del presidente dello Yemen del Sud, Salem Robaya Ali: il diplomatico aprì una valigetta contenente dell'esplosivo e la conseguente detonazione fu sufficiente a uccidere sia lui sia al-Ghashmi. Per ironia della sorte, lo stesso Salem Robaya Ali sarebbe morto due giorni dopo in un colpo di stato ordito ai suoi danni.